# The Porter
The Porter é uma série dramática de televisão canadense criada por Arnold Pinnock e Bruce Ramsay que estreou na CBC Television em 21 de fevereiro de 2022. Apesar de não ter sido renovado para uma segunda temporada, a série obteve um recorde de 12 vitórias no Canadian Screen Awards.

## Enredo
A série retrata a história do Brotherhood of Sleeping Car Porters, a primeira organização trabalhista liderada por negros na América do Norte.

## Elenco
- Aml Ameen como Junior Massey
- Ronnie Rowe Jr. como Zeke Garrett
- Mouna Traoré como Marlene Massey
- Alfre Woodard como Fay
- Oluniké Adeliyi como Queenie
- Loren Lott como Lucy
- Djouliet Amara como Corrine
- Arnold Pinnock como Glenford
- Bruce Ramsay como Dinger
- Luke Bilyk como Franklin Edwards
- Jahron Wilson como Teddy Massey

## Lançamento
Além da CBC, a série foi lançada nos Estados Unidos em 5 de maio de 2022 na BET+. Em fevereiro de 2023, o programa foi cancelado após uma temporada.

## Recepção
No Rotten Tomatoes, a série detém um índice de 100% de aprovação com um nota média de 8/10, com base em 7 críticas.